# F.C. Barcelona (ragbi)
F. C. Barcelona Rugby je osnovan je 21. prosinca 1924. godine. Barcelona je najtrofejni španjolski klub u rugbiju. Dio je katalonskog športskog društva FC Barcelona.

## Uspjesi
16x Prvenstvo Španjolske: 1926., 1930., 1932., 1942., 1944., 1945., 1946., 1950., 1951., 1952., 1953., 1955., 1956., 1965., 1983., 1985.

2x Liga Španjolske: 1953., 1954.

1x Superkup Španjolske: 1983.

19x Prvenstvo Katalonije: 1926., 1927., 1928., 1929., 1930., 1932., 1936., 1942., 1946., 1947., 1948., 1949., 1950., 1951., 1952., 1953., 1955., 1968., 1989.

2x Kup Katalonije: 1982., 2003.

2x Liga Levanta: 1982., 1983.

1x Iberijski kup: 1971.

1x Pirinejski kup: 1967. 

1x Prvenstvo Španjolske juniori: 2003 

 3x Prvenstvo Španjolske juniori: 2002.,2003.,2004 